# Municipio de Uwharrie
El municipio de Uwharrie (en inglés: Uwharrie Township) es un municipio ubicado en el  condado de Montgomery en el estado estadounidense de Carolina del Norte. En el año 2010 tenía una población de 1.825 habitantes.

## Geografía
El municipio de Uwharrie se encuentra ubicado en las coordenadas 35°22′14.51″N 79°59′44.18″O / 35.3706972, -79.9956056.